# Another Part of Me
Another Part of Me ist ein Song des US-amerikanischen Popsängers Michael Jackson, der erstmals am 31. August 1987 auf aus seinem Album Bad erschienen. Am 11. Juli 1988 wurde der Song außerdem als sechste Single des Albums veröffentlicht.

## Entstehung
Ursprünglich erschien der Song 1986 in dem 3D-Film Captain EO mit Jackson in der Hauptrolle. Der von Michael Jackson geschriebene Track wurde auch im Videospiel Michael Jackson’s Moonwalker verwendet. Ursprünglich sollte das Lied Streetwalker, welches auch von Jackson selbst geschrieben wurde, auf dem Album anstelle von Another Part of Me erscheinen. Produzent Quincy Jones sprach sich allerdings für Another Part of Me aus, während Jackson Streetwalker favorisierte.

## Musikvideo
1988 wurde ein offizielles Musikvideo veröffentlicht (das fünfte von insgesamt neun des Albums). Es zeigt Jackson auf der Bühne, als er den Song während der Bad World Tour im Wembley-Stadion singt. Regisseur war Patrick Kelly.

## Titelliste der Single
| 7"-Single – 7:34 1. Another Part of Me (Single Mix) – 3:47 2. Another Part of Me (Instrumental) (B-Seite) – 3:47 | 12"-Single/CD-Single/CD-Promo – 18:34 1. Another Part of Me (Extended Dance Mix) – 6:18 2. Another Part of Me (Radio Edit) – 4:24 3. Another Part of Me (Dub Mix) – 3:51 4. Another Part of Me (A Cappella Mix) – 4:01 |

## Chartplatzierungen
| ChartsChartplatzierungen       | Höchstplatzierung | Wochen/ Monate |
| ------------------------------ | ----------------- | -------------- |
| Deutschland (GfK)              | 10 (14 Wo.)       | 14 Wo.         |
| Österreich (Ö3)                | 20 (1,5 Mt.)      | 1,5 Mt.        |
| Schweiz (IFPI)                 | 5 (8 Wo.)         | 8 Wo.          |
| Vereinigte Staaten (Billboard) | 11 (13 Wo.)       | 13 Wo.         |
| Vereinigtes Königreich (OCC)   | 15 (6 Wo.)        | 6 Wo.          |